# Золоті діти
«Золоті діти» (Die Goldkinder) — казка, опублікована братами Грімм у збірці «Дитячі та сімейні казки» (1812, том 1, казка 85). Згідно з класифікацією казкових сюжетів Аарне-Томпсона має номер 555: «Рибалка та його дружина», та номер 303: «Рідні брати». Казку часто порівнюють з оповідкою «Двоє братів», яка також увійшла до збірки братів Грімм під номером 60.
1982 року вийшов фільм «Третій принц», створений на основі казки Я. Ербена «Близнюки», яка своєю чергою базується на казці «Золоті діти».
1983 року німецький письменник та ілюстратор Янош опублікував переказ казки для сучасних дітей з власними ілюстраціями.

## Сюжет
Бідний рибалка ловить золоту рибку, яка дарує йому замок, в якому є шафа з різними стравами, і стільки, скільки забажаєш. Єдиною умовою є не казати нікому, звідки в нього таке щастя. Але дружина не дає йому спокою і він, зрештою, признається і все зникає. Невдовзі рибалці знову вдається зловити рибку і все повторюється. Втретє рибка радить йому розрізати її на шість шматків та дати два своїй дружині, два — коневі, а два закопати. Невдовзі вони стають двома золотими ліліями, двома золотими лошаками та двома золотими синами, які, подорослішавши, їдуть у світ. Один із них повертається додому, коли люди глузують над ними у заїзді, інший же їде далі лісом, де повно розбійників, одягнувши на себе ведмежі шкури. Невдовзі він одружується з дівчиною, але її батько хоче вбити його через ведмежі шкури, що надають йому вигляд нечепури. Коли ж її батько зрештою бачить на ліжку гарного золотого юнака, то радий, що не зробив цього. Уві сні золотий хлопець вирушає на полювання на оленя і знаходить відьму, яка перетворює його на камінь. Його брат бачить, що одна з золотих лілій раптово опала, і вирушає на допомогу, щоб звільнити його від відьомських чарів.